# Joculator caloi
Joculator caloi is een slakkensoort uit de familie van de Cerithiopsidae. De wetenschappelijke naam van de soort is voor het eerst geldig gepubliceerd in 2013 door Cecalupo & Perugia.